# Slidegitarr

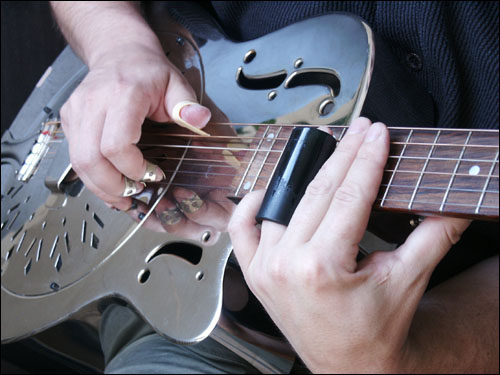
Slidegitarr

Slidegitarr syftar på en viss teknik för gitarrspel. Den innebär att gitarristen i stället för att ta ut olika toner genom att pressa strängarna mot greppbrädan förkortar strängarnas vibrationslängd genom att placera ett föremål, en slide, över dem. Genom att man låter sliden glida över strängarna kan tonen sedan varieras steglöst.
Sliden består vanligtvis av en rörformig hylsa och kan tillverkas i olika material, till exempel glas, mässing eller rostfritt stål. Ursprungligen användes ofta flaskhalsar av glas, vilket gett upphov till den alternativa benämningen bottleneck.
Vid slidespel är gitarren oftast stämd i ett "öppet" ackord, vanligtvis E, G eller D.
Slidegitarr förknippas ofta med blues och bluesinfluerad rockmusik.